# فرانك جود
فرانك أشكروفت جود (بالإنجليزية: Frank Judd, Baron Judd)‏ ولد بتاريخ 28 آذار 1935 في بريطانيا.
تلقى تعليمه في مدرسة مدينة لندن ثم درس الاقتصاد. أصبح عضواً في منظمة الخدمات التطوعية العالمية وعضو في اللجنة التنفيذية لمؤتمر السلام القومي ورئيس مؤتمر الشباب القومي البريطاني لمحاربة المجاعات.
كان عضواً في البرلمان عن دائرة بورتسماوث ويست منذ 1966 إلى 1974. كان وزيراً للبحرية الملكية منذ 1974 إلى 1976.
أصبح عضواً في الجمعية البرلمانية لمجلس أوروبا من 1970 إلى 1997 وثم حصل على مقعد من جديد من 1997 إلى 2005 وحينها أصبح مندوباً إلى الشيشان وقام بزيارة مدينة غروزني الشيشانية عدة مرات.